# Britt Vanhamel
Britt Vanhamel (29 december 1995) is een Belgisch voetbalspeelster.

## Statistieken
| Seizoen | Club                | Land   | Competitie   | Wedstrijden | Doelpunten |
| ------- | ------------------- | ------ | ------------ | ----------- | ---------- |
| 2012/13 | Lierse              | België | BEL          | 21          | 0          |
| 2013/14 | Anderlecht          | België | BEL          | 16          | 0          |
| 2014/15 | Standaard Luik      | België | BEL          | 8           | 0          |
| 2015/16 | Standaard Luik      | België | BEL          |             |            |
| 2016/17 | Oud-Heverlee Leuven | België | BEL          |             |            |
| 2017/18 | Oud-Heverlee Leuven | België | BEL          |             |            |
| 2018/19 | Anderlecht          | België | Super League | –           | –          |
| 2019/20 | Anderlecht          | België | Super League | 18          | 4          |
| 2020/21 | Anderlecht          | België | Super League | –           | –          |
| Totaal  | Totaal              | Totaal | Totaal       | 45          | 0          |

Laatste update: september 2020

## Interlands
Vanhamel speelde met het nationale elftal O17 en O19.

## Privé
Vanhamel studeerde psychologie.
Britt is de zus van keeper Mike Vanhamel.